# Kırklareli
Kırklareli (anticamente Kırk Kilise) è un comune della Turchia situato nella regione della Tracia orientale, capoluogo dell'omonima provincia.
La città fu fondata presso l'antica Salmidesso, teatro di alcune vicende del mito degli Argonauti e una delle antiche capitali della Tracia.

## Geografia
Kırklareli è situata alle pendici occidentali del massiccio montuoso dell'Istranca, nella regione storica della Tracia orientale. È situata a 212 km a nord-ovest di Istanbul e a 62 km ad est di Edirne.

## Etimologia
La città era conosciuta in epoca bizantina come Σαράντα Εκκλησιές, Saranta Ekklesies, ovvero Quaranta Chiese. Con la conquista ottomana il toponimo fu semplicemente tradotto nel turco Kırk Kilise. Il 20 dicembre 1924 la denominazione fu cambiata in Kırklareli, letteralmente Posto dei Quaranta. In bulgaro è conosciuta come Лозенград (Lozengrad), ovvero sia Città del Vigneto.

## Storia
Fu conquistata dai Bulgari di Simeone I nel 914. Rimase all'interno dei territori dell'Impero bulgaro sino al 1003, anno in cui fu ripresa dai Bizantini. Fu conquistata dagli Ottomani nel 1363, durante il sultanato di Murad I.
Il 29 giugno 1912 fu inaugurata la ferrovia che da Alpullu giungeva sino a Kirk Kilisse.
Durante la prima guerra balcanica l'esercito bulgaro conquistò la città dopo un'importante vittoria che mise in rotta le truppe ottomane. Kirk Kilisse fu riconquistata dai Turchi nella seconda guerra balcanica dopo il ritiro dei Bulgari.

## Infrastrutture e trasporti

### Strade
Kırklareli è attraversata in senso est-ovest dalla strada statale D020, che congiunge Istanbul con Edirne. Altra grande arteria di comunicazione che serve la città è la strada statale D555, che dalla frontiera bulgara giunge sino al porto di Tekirdağ.